# Simone Del Duca
Pour les articles homonymes, voir Del Duca.
Simone Del Duca, née Simone Nirouet, est une femme d'affaires française, née le 18 juillet 1912 à Saint-Maur-des-Fossés et morte le 16 mai 2004 à Paris.

## Biographie
Elle était mariée au patron de presse Cino Del Duca (1899-1967) et a créé le Prix mondial Cino Del Duca en 1969 qui récompense des jeunes écrivains.
Légion d'honneur décernée par M. Jacques Chaban-Delmas le 28 mai 1971.
En 1972, elle met fin à la parution de Paris Jour.
En 1975, elle a également créé la fondation Simone et Cino Del Duca.
En 1994, elle est élue membre correspondante de l'Académie des beaux-arts.
Elle est enterrée au Père-Lachaise à côté de son mari.

## Distinctions
- Chevalière de la Légion d'honneur (1971)